# Los Angeles County
Los Angeles County, officieel County of Los Angeles en ook L.A. County genoemd, is een van de 58 county's in de Amerikaanse staat Californië. Met een bevolking van 9.931.338 (2022) is Los Angeles County de grootste county van de hele Verenigde Staten. Er wonen meer mensen dan in 42 van de 50 Amerikaanse staten afzonderlijk. Een vierde van de Californiërs woont in Los Angeles County.
De hoofdplaats is de grootstad Los Angeles, 's lands tweede stad. De agglomeratie van Los Angeles spreidt zich uit over delen van Los Angeles, Orange, Riverside, San Bernardino en Ventura County. Los Angeles County omvat ook twee eilanden in de Grote Oceaan: San Clemente en Santa Catalina.

## Geschiedenis
In 1771 stichtten franciscanen de San Gabriel Arcángel-missie, de vierde van een keten van Spaanse missies in Californië, in het huidige San Gabriel. De stad Los Angeles, El Pueblo de Nuestra Señora la Reina de los Ángeles, werd in 1781 opgericht door 44 Spaanse kolonisten. De plaats bleef lange tijd niet meer dan een ranchdorp. In 1820 was het inwonersaantal wel aangegroeid tot zo'n 650. Toen Alta California in 1821 tot het onafhankelijke Mexico ging behoren, maakte gouverneur Pío Pico van Los Angeles de hoofdplaats van de streek. De Mexicaans-Amerikaanse Oorlog maakte hier een eind aan en in 1848 werd Alta California door de Vrede van Guadalupe Hidalgo officieel overgedragen aan de Verenigde Staten.
Los Angeles County werd op 18 februari 1850 gesticht als een van de 27 oorspronkelijke county's van de nieuwe staat Californië. In het begin omvatte Los Angeles County een groter gebied dan nu, met delen van de huidige county's Kern, Orange, Riverside en San Bernardino. In 1853 werd San Bernardino County gevormd, in 1866 Kern en in 1889 Orange. In dat jaar bleef het huidige gebied, dat zo'n 10.500 vierkante kilometer groot is, over.
In 1876 kwam de eerste spoorlijn toe. De bevolking van Los Angeles en de omliggende plaatsen groeide heel snel. Terwijl er in 1900 zo'n 170.000 inwoners waren in L.A. County, was dat in 1930 al meer dan 1,2 miljoen. Aan het begin van de 20e eeuw zag Los Angeles County ook de opkomst van de olie-industrie enerzijds en de filmindustrie (geconcentreerd rond Hollywood) anderzijds.

## Geografie

Kaart van Los Angeles County en haar geïncorporeerde steden.

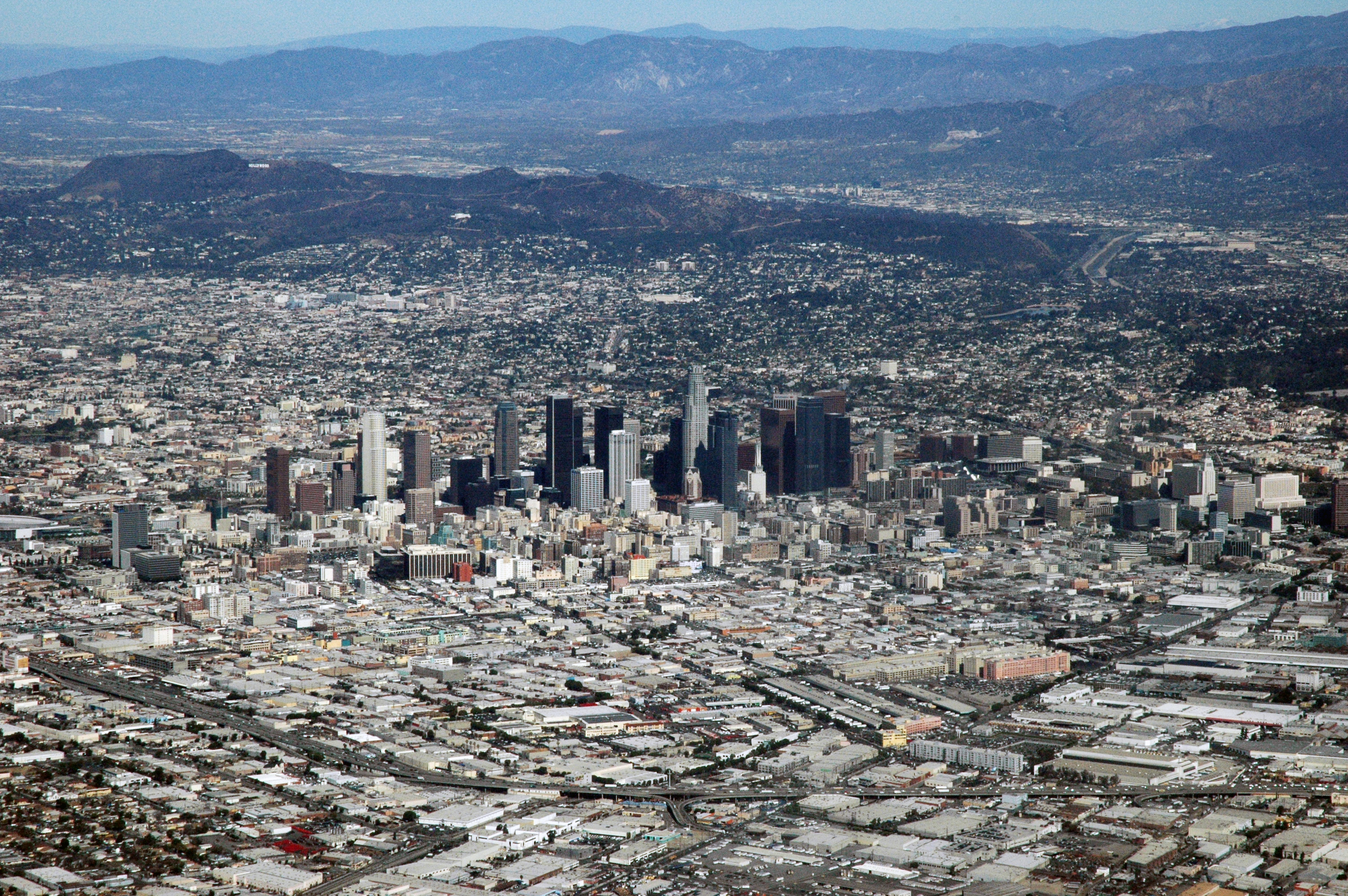
Downtown Los Angeles.

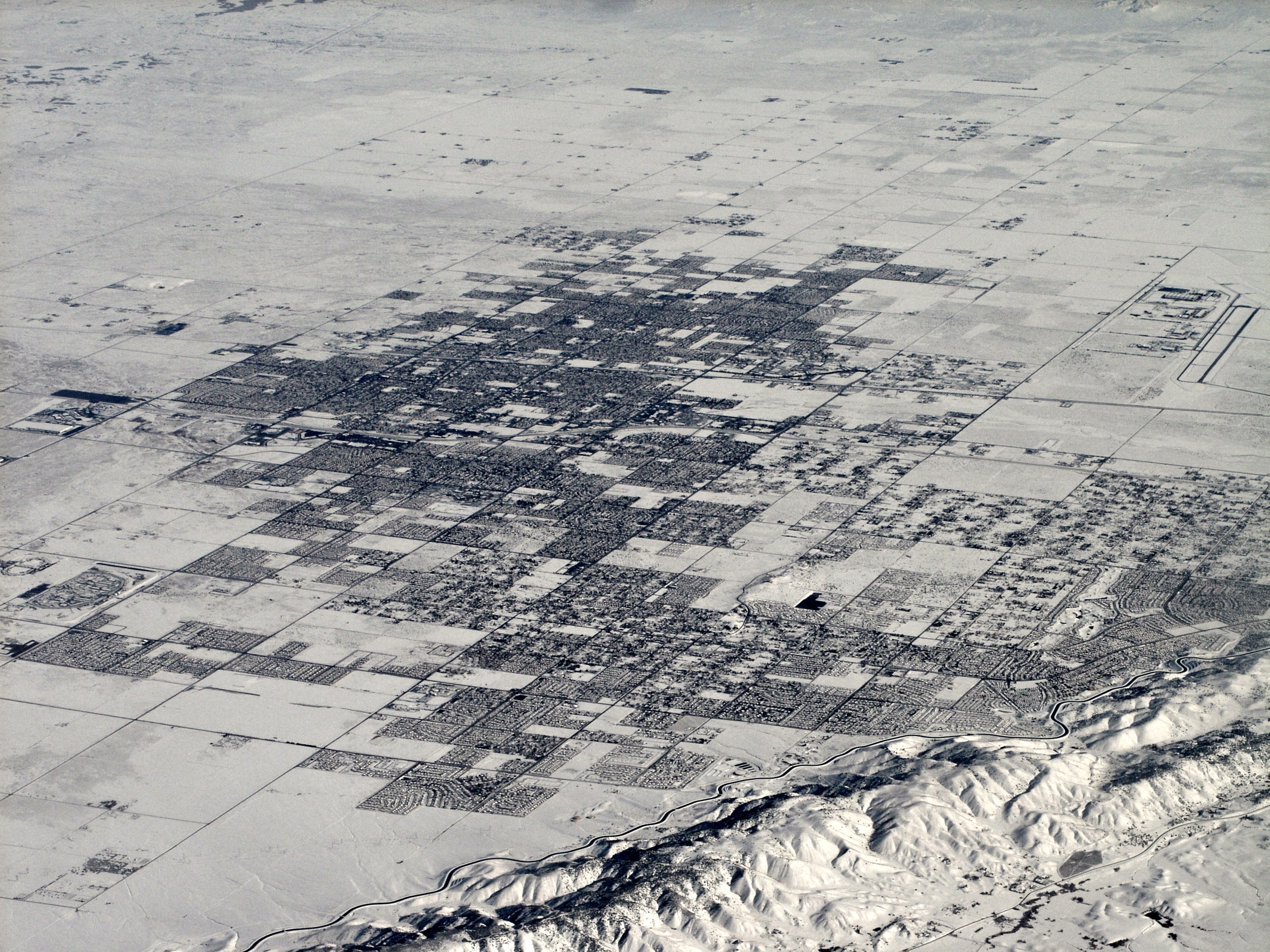
Lancaster onder een laag sneeuw.

Volgens het Census Bureau had Los Angeles County in 2000 een oppervlakte van 12.308,5 km², waarvan 1.790,8 km² of 14,55% water is.
L.A. County ligt aan de Stille Oceaan (110 km kustlijn) en omvat bergketens, diepe valleien, uitgestrekte bosgebieden, eilanden, rivieren, meren en woestijn. De Los Angeles River, de Rio Hondo, de San Gabriel en de Santa Clara stromen door de county. De belangrijkste bergketens zijn de Santa Monica Mountains en de San Gabriel Mountains. Het westen van de Mojavewoestijn begint in de Antelope Valley, in het noordoosten van de county. Ten slotte behoren de twee Kanaaleilanden San Clemente en Santa Catalina tot L.A. County.
Het merendeel van de bevolking woont in het zuiden en zuidwesten. De grootste concentratie is in het Los Angeles Basin, de San Fernando Valley en de San Gabriel Valley. Andere bevolkingscentra zijn de Santa Clarita Valley, Crescenta Valley en Antelope Valley.
Los Angeles County grenst aan Ventura County in het westen, Kern County in het noorden, San Bernardino County in het oosten en Orange County in het zuiden.

### Steden en dorpen

#### Steden
Los Angeles County telt 88 geïncorporeerde steden (met inwoneraantal uit 2022):
| - Los Angeles (3.917.851 inwoners) - Long Beach (468.982) - Santa Clarita (230.914) - Glendale (200.454) - Lancaster (168.206) - Palmdale (172.873) - Pomona (153.200) - Torrance (148.126) - Pasadena (139.725) - El Monte (108.646) - Downey (110.696) - Inglewood (107.380) - West Covina (107.245) - Norwalk (102.773) - Burbank (105.158) - Compton (95.596) - South Gate (91.154) - Carson (93.535) - Santa Monica (93.744) - Whittier (87.702) - Hawthorne (84.683) - Alhambra (80.175) - Lakewood (82.986) - Bellflower (76.284) - Baldwin Park (69.751) - Lynwood (66.763) - Redondo Beach (72.542) - Pico Rivera (61.918) - Montebello (62.668) - Monterey Park (61.262) | - Gardena (61.467) - Huntington Park (54.237) - Arcadia (56.745) - Diamond Bar (54.978) - Paramount (53.661) - Rosemead (53.764) - Glendora (53.054) - Cerritos (49.686) - La Mirada (47.904) - Covina (51.962) - Azusa (50.728) - Bell Gardens (38.987) - Rancho Palos Verdes (42.415) - La Puente (37.712) - San Gabriel (39.538) - Culver City (41.159) - Monrovia (38.199) - Temple City (36.682) - Bell (33.175) - Manhattan Beach (35.580) - Claremont (37.734) - West Hollywood (36.029) - Beverly Hills (32.419) - San Dimas (35.234) - Lawndale (31.614) - La Verne (31.338) - Walnut (28.282) - Maywood (27.395 - South Pasadena (24.686) - Cudahy (22.613) | - San Fernando (24.006) - Calabasas (23.277) - Duarte (21.809) - Agoura Hills (20.293) - Lomita (21.053) - La Cañada Flintridge (20.078) - South El Monte (19.457) - Hermosa Beach (19.772) - El Segundo (17.396) - Artesia (16.369) - Santa Fe Springs (19.819) - Hawaiian Gardens (14.129) - Palos Verdes Estates (13.329) - San Marino (12.387) - Commerce (12.290) - Malibu (10.256) - Signal Hill (12.014) - Sierra Madre (11.338) - Westlake Village (7.981) - Rolling Hills Estates (8.332) - La Habra Heights (5.754) - Avalon (3.406) - Rolling Hills (1.715) - Hidden Hills (1.699) - Irwindale (1.482) - Bradbury (895) - Industry (272) - Vernon (244) |

#### Plaatsen in gemeentevrij gebied
Ondanks de vele steden, is het merendeel van Los Angeles County gemeentevrij gebied (unincorporated). De county erkent 140 plaatsen en gemeenschappen op gemeentevrij gebied. Zij vallen rechtstreeks onder de jurisdictie van het countybestuur. Een aandeel van die unincorporated communities zijn census-designated places. Dat zijn:
| - Acton - Agua Dulce - Alondra Park - Altadena - Avocado Heights - Castaic - Charter Oak - Citrus - Del Aire - Desert View Highlands - East Los Angeles - East Pasadena - East San Gabriel - East Whittier - East Rancho Dominguez - Elizabeth Lake - Florence-Graham - Green Valley | - Hacienda Heights - Hasley Canyon - La Crescenta-Montrose - Ladera Heights - Lake Hughes - Lake Los Angeles - Lennox - Leona Valley - Littlerock - Marina del Rey - Mayflower Village - North El Monte - Quartz Hill - Rose Hills - Rowland Heights - San Pasqual - South Monrovia Island - South San Gabriel | - South San Jose Hills - South Whittier - Stevenson Ranch - Sun Village - Topanga - Val Verde - Valinda - View Park-Windsor Hills - Vincent - Walnut Park - West Athens - West Carson - West Rancho Dominguez - West Puente Valley - West Whittier-Los Nietos - Westmont - Willowbrook |

## Demografie
De volkstelling van 2010 door het United States Census Bureau wees uit dat Los Angeles County 9.818.605 inwoners telde. In 2022 werd het inwonertal geschat op 9.931.338.
Los Angeles County behoort tot de meest etnisch diverse van het land. De etnische samenstelling van de bevolking was als volgt: 50,3% blank, 13,7% Aziatisch, 8,7% Afro-Amerikaans, 0,7% indiaans en 0,3% afkomstig van de eilanden in de Stille Oceaan. Bijna een kwart van de bevolking (21,8%) gaf aan van een ander ras te zijn en 4,5% rekende zichzelf tot twee of meer rassen. Van de totale bevolking beschouwde bijna de helft (47,7%) zich als hispanic of latino. De meerderheid van hen is van Mexicaanse origine, maar er zijn ook aanzienlijke minderheden van Salvadoraanse, Guatemalteekse en andere origines. De grootste groep Aziatische Amerikanen waren Chinese Amerikanen, gevolgd door Filipijnen, Koreanen, Japanners, Vietnamezen en Indiërs.

## Geboren
- Samantha Sloyan (1979), actrice